# Melodies of Life
『Melodies of Life』は白鳥英美子の歌った『ファイナルファンタジーIX』の主題歌。作曲 植松伸夫、作詞 シオミ（伊藤裕之）。日本語歌詞の他にアレクサンダー・O・スミスによる英語歌詞がある。
両言語でのヴォーカルならびにインストルメンタルにおいて様々な編曲が存在する。

## 編曲一覧
- ボーカル曲（歌：白鳥英美子）
  - Melodies Of Life（オリジナル版）
  - Melodies Of Life ～ FINAL FANTASY（「FINAL FANTASY」をミックスしたエンディングテーマ）
  - Melodies Of Life 英語バージョン（海外版メインテーマ）
  - Melodies of Life Acappella（オリジナルサウンドトラックのボーナストラック）
  - Melodies of Life Silent Mix（オリジナルサウンドトラック+ボーナストラック）
  - Melodies of Life Techno Remix（海外版主題歌をテクノ・トランス系にミキシングした珍曲）
  - いつか帰るところ ～ Melodies of Life from FINAL FANTASY IX（海外ライブ版）
  - 記憶の歌/歌～ジタンとガーネット（ガーネットの劇中歌/2種類）
  - Melodies of Life -Timeless Tale-（オリジナル版（25周年記念のオーケストラアレンジ版））
  - Melodies of Life -Timeless Tale- (English Version)（海外版メインテーマ（25周年記念のオーケストラアレンジ版））
  - 記憶の歌 -Timeless Tale-（ガーネットの劇中歌（25周年記念のオーケストラアレンジ版））
- BGM
  - Main（明るい編曲）
  - あの丘を越えて（フィールド用の編曲）
  - ガーネットのテーマ（ガーネット用の編曲）
  - エーコのテーマ/マダインサリの娘（エーコ用の編曲・2種類）
  - 万国旗スタイナー激突（ガーネット・ジタン・スタイナーが空中をダイビングする際の軽快な編曲）
  - ダガー回想・召喚士村の滅亡/幽霊船（ブラネを見取る際とダガーが幼少を思い出す哀しげな編曲・2種類）
  - 新女王誕生（声を取り戻したガーネットが髪を切る際のピアノの編曲）
  - クジャの元へ（ジタンがイーファの樹に取り残された兄を救出に挑む勇猛な編曲）
  - CCJC.TVCM 15ver/30ver（コカコーラ社タイアップCM用の編曲・2種類）
  - Accelerated Alexandria（チョコボGPアレクサンドリアコースBGM）
- 『テトラマスターFrom FINALFANTASY IX』のBGM
  - Melodies of Life PlayOnlineバージョン（PlayOnlineのテトラマスターコーナーで流れる編曲）
  - Melodies of Life GAME TITLE（ゲームタイトルに流れるクラシカルな編曲）

## CDシングル
CDシングル『Melodies Of Life featured in FINAL FANTASY IX』には日英両言語及びインストゥルメンタルの『Melodies Of Life』にアイルランドのゴールウェイへの旅の情景を歌った白鳥オリジナルのアイリッシュサウンド『Galwayの空』が収録されている。
1. Melodies Of Life ～featured in FINAL FANTASY IX（日本語バージョン）
作詞：シオミ、作曲：植松伸夫、編曲：浜口史郎
2. Melodies Of Life ～featured in FINAL FANTASY IX（英語バージョン）
作詞：シオミ、訳詞：染谷和美&アレクサンダー・O.スミス、作曲：植松伸夫、編曲：浜口史郎
3. Melodies Of Life ～featured in FINAL FANTASY IX（INSTRUMENTAL）
作曲：植松伸夫、編曲：浜口史郎
4. Galwayの空
作詞・作曲：白鳥英美子、編曲：浜口史郎

## カバーバージョン
- 手嶌葵&DE DE MOUSE - シリーズ25周年記念トリビュートアルバム『FINAL FANTASY TRIBUTE 〜Thanks〜』に収録
- 岩男潤子 - ジャズアレンジアルバム『SQUARE ENIX JAZZ -FINAL FANTASY-』に収録、川村竜による編曲